# Teniszstratégiák
A teniszben a játékos különféle stratégiákat alkalmaz, hogy fokozza saját hatékonyságát és kihasználja az ellenfele gyenge pontjait, ezzel javítsa saját helyzetét, és begyűjtsön minél több pontot.
A játékosok általában egy bizonyos játékstílusra specializálódnak, amelyik nekik a legjobban megy, amellyel a legtöbb ellenfelet legyőzhetik. Stílusuk szerint általában 3 féle játékos típust különböztetünk meg: alapvonali, szerva-röptéző és teljes pályás játékost.
Az alapvonali játékos a pálya hátsó részéből, az alapvonal környékéről játszik. Inkább az alapütéseket részesíti előnyben, és csak ritkán megy fel a hálóhoz (kivéve bizonyos szituációkat).
A röptéző igyekszik a háló közelébe kerülni és röptékkel nyomás alatt tartani az ellenfelüket. 
A teljes pályás játékos stílusa az előbbi kettőt ötvözi.
A játékos általában a saját gyenge oldalát is figyelembe véve határozza meg a stratégiáját. Például a legtöbb játékosnak erősebb a tenyerese, ezért inkább ezt az ütést favorizálják, időnként még annak árán is, hogy a fonák oldalon megkerülve a labdát „áttáncolnak” tenyeres állásba.

## Alapvonali stratégiák

### Támadó alapvonali játékos
Egy támadó alapvonali játékos a pálya hátuljáról próbál nyerő ütéseket ütni, gyors éles ütésekkel támadni melyeket az ellenfél képtelen elérni, vagy nem tudja hatékonyan visszaütni hogy játékban maradhasson. Ehhez egy jó adag hatékony ütéstípust kell a tarsolyában tartani. A pontot nem egy várható, nyílt ütéssel próbálja megnyerni, hanem az oldalakat váltogatva nyitja ki a pályát. A támadó alapvonali játékosnak tudnia kell legalább egy hatékony tenyeres vagy fonák alapütést. A legnagyobbak egy óriási szervával indítanak, majd egy vagy több alapütéssel, esetleg az oldalakat váltogatva fejezik be a pontot. A támadó (ugyanígy a védekező) alapvonali játékosok általában előre látják hova érkezik vissza a labda, ismerik az ellenfél stílusát és szokásait, szemmel tartják a gyenge pontjait, és ide irányítják az agresszív ütéseiket.
A támadó alapvonali játékos legyűri és megsemmisíti az ellenállást. Támadás közben sok hibát is elkövethet, de képes újra és újra ismételni a legbonyolultabb ütéseket. A hibákat mentális vagy fizikai okok idézhetik elő, úgymint fáradtság és bizonytalanság. A másik nagy előnye ennek a stratégiának, hogy a játékos képes felőrölni az ellenfél önbizalmát a lehetetlennek látszó ütéseivel, így erősítve közben a saját önbizalmát.
Általában a kemény borítást tartják legalkalmasabbnak azon támadó alapvonali játékosoknak, akik gyakran vállalnak nagy kockázatú stratégiát.  Ezzel együtt ők gyakran kitűnnek füvön és salakon is. Füvön könnyen üthetnek nyerőt, a gyorsan és alacsonyan pattanó labdát az ellenfél nehezen képes kezelni. Ezzel szemben salakon a támadó alapvonali játékosok egy részének a lassan és magasan pattanó labda elegendő időt ad a helyezkedéshez és az ütőfogás váltáshoz egy agresszív nyerő ütés érdekében. A magas játékosoknak különösen előnyös a magasra pattintó salak az ütőzónájuk közelében, mivel megkönnyíti a tiszta erős ütések kivitelezését. Napjaink legtöbb magasan rangsorolt játékosa támadó alapvonali játékot játszik.

### A védekező alapvonali játékos
A védekező alapvonali játékos igyekszik minden labdát visszaadni, és az ellenfél hibáira támaszkodik. Stabilak az ütései, keveset ront, az ellenfél nehezen tud nyerőt ütni. Nagy fizikai állóképesség és elhatározottság jellemzi, hogy a visszaadhatatlan labdákat is visszaüsse. Viszonylag keveset hibázik, hiszen nem erőlteti az agresszív játékos bonyolult ütéseit, viszont képesnek kell lennie időnkénti agresszív ütésekre. Kulcs a játékában a sebesség és mozgékonyság, hajlandó türelmesen minden labdát visszaadni, ezzel frusztrálja az ellenfelet, és egyre kockázatosabb ütésekre kényszeríti.
Alacsonyabb szinteken a védekező alapvonali játékos gyakran annyira frusztrálja az ellenfelet, hogy az kénytelen megváltoztatni a játékstílusát. Magasabb szinteken egy teljes pályás játékos, vagy egy agresszív alapvonali játékos rendszerint képes a nagy sebességű és jól helyezett labdáival a védekező játékost kiszorítani a labdamenetből.
A védekező alapvonali játékos rendszerint a lassúbb borításokon, mint például a salakon tud érvényesülni.

### A szerva-röptéző játékos
A szerva-röptéző játékosnak kitűnő a háló játéka, gyorsan mozog a hálónál, és kiváló a röpte technikája. A szerva után azonnal felmegy a hálóhoz, ha csak teheti. Majdnem mindig támad, és sok pontot szerez a röptékkel és az ejtett röptékkel. Fogadó játéknál a szervából nem akar nyerőt ütni, mélyen nyesve adja vissza, majd fut előre a hálóhoz. A szerva-röpte stratégia lényege, hogy az ellenfelet nyomás alatt tartva kockázatos elütésekre kényszeríti. Ez a játékstílus nagyon eredményes a védekező stílusú játékosok ellen.
Ez a stratégia főleg gyors borításokon eredményes, pl. füvön. A pörgős játék és a magasra pattanó labda előnyt jelent számára, mivel az ellenfélnek kevesebb ideje van felkészülni egy elütésre. Ennek ellenére ez a stratégia kiveszőben van a mai professzionális teniszben, mivel más játékstílusokhoz képest nagyobb gyakorlatot igényel, és a modernebb teniszütőkkel az elütés is könnyebb lett. Ezen kívül az a tendencia, hogy lassítani kell az elkövetkező pár évben a teniszpálya borításokat.
Az utóbbi években néhány játékos, mint pl. Tommy Haas, Roger Federer és Andy Roddick füves pályán még alkalmazza ezt a stratégiát, egyéb pályákon pedig időnként mint meglepetés elemet. Roger Federer általában szerva-röptézik Nadal ellen, hogy lerövidítse a hosszú labdameneteket.

### A teljes pályás játékos
A teljes pályás játékos mindhárom eddig felsorolt stratégiát a palettáján tartja. Kiválogatja a legjobb elemeiket, és a mindenkori ellenfél ellen leghatásosabb módon gyúrja ezeket össze. Képes rá, hogy az adott játékhelyzethez leginkább megfelelő stratégiát alkalmazza. Általában támadó játékot játszik, némi alapvonali játékkal és röptével fűszerezve, hogy bizonytalanságban tartsa az ellenfelet. A legtöbb teljes pályás játékos a szerva után nem fut azonnal a hálóhoz, mint a szerva-röptések. Ezzel együtt a játékuk gyakran arról szól, hogyan mehetnének fel a hálóhoz, ahonnan üthetnének egy könnyű nyerő röptét, vagy az ellenfelet felcsalogatva egy nyerő elütést.
A teljes pályás játékos sokoldalú: ha az alapvonali játék nem megy, átválthat háló közeli stratégiára, illetve az ellenkezője is előfordulhat. Könnyen alkalmazkodnak az ellenfél stílusához, könnyebben, mint a megrögzött alapvonali vagy szerva-röpte játékosok. Rendelkeznek az alapvonali védekező játékos sebességével, elszántságával, az alapvonali támadó önbizalmával, ügyességével és helyzetfelismerésével, valamint a szerva-röpte játékos háló közeli ügyességével, fürgeségével és taktikus gondolkodásával.
Annak ellenére, hogy a teljes pályás játékosok a tenisz valamennyi stratégiáját alkalmazzák, nem feltétlen biztos, hogy fölényben vannak egy alapvonali vagy egy szerva-röpte játékossal szemben. Mindössze annyi a biztos, hogy a játékuk nehezebben olvasható,

## A páros játék stratégiája
A stratégia nagyon fontos az egyes játékban, de még fontosabb a párosban. A kétoldali folyosókkal kiszélesített pályának köszönhetően nagyon éles szögekben lehet játszani. 
Három alapvető páros stratégiát különböztetünk meg:
-mindketten elöl
-egyik elöl, másik hátul
-mindketten hátul

### A mindketten elöl stratégia
Ez az ideális stratégia, gyakran nevezik "támadó kettős"-nek is, mivel mindkét játékos a hálónál van, ahonnan "jó kilátás" van, uralni lehet a szögeket. Ez a felállás persze sebezhető jó átemelésekkel. A hatékony játékhoz elengedhetetlen a jó szerva és röpte hogy megelőzhetőek legyenek az átemelések, valamint fontosak a jó fejfeletti ütések a gyenge átemelések ellen.
A támadó stratégiát alkalmazó párosok minden labdamenetnél igyekeznek felmenni a hálóhoz. A szerváló játékos az első szervát követően mindig, a második szervánál időnként előremegy a hálóhoz, tehát tulajdonképpen szerva-röpte játékot játszanak. Fogadáskor, a fogadó játékos a második szerva fogadása után szokott előre menni a hálóhoz. Professzionális szinten ez a legjobb stratégia.

### Az egyik elöl - másik hátul stratégia
Alacsonyabb szinteken nem minden játékosnak jó a röptéje és a fej feletti ütése, így inkább ezt a stratégiát választják. Ennek a formációnak nagy hátránya a partnerek közötti nagy rés, melybe a szemközt álló ellenfél könnyen üt nyerőt.
Mindemellett, egy nagyon sokoldalú stratégia támadásra és védekezésre egyaránt. Lényegében minden labdamenet ebben a formációban indul, mivel a fogadó kénytelen eléggé hátul állni a fogadáshoz.
Ha a párosnak nem eléggé erős a hálóközeli játéka, csak akkor mehetnek mindketten fel a hálóhoz, ha az ellenfelet védekezésre kényszerítik. Tehát türelmesen kell játszani az "egyik elöl, másik hátul" stratégiát, míg esély nyílik egy erős támadó ütéshez, mikor az alapvonali játékos is előre mehet.
Az "ausztrál páros" és az "I formáció" az egyik elöl, másik hátul stratégia variációi. Az ausztrál párosnál a szerváló partnere a hálónál ugyanazon az oldalon áll, szemben az ellenfél hálójátékosával. Ilyenkor a fogadó játékos kénytelen egyenes return-t ütni, melyet a hálójátékosnak röptéznie kell. Az I-felállásnál a hálójátékos középen helyezkedik el, és mindkét oldali return-t igyekszik röptézni.

### A mindketten hátul stratégia
Ez egy igazi védekező stratégia. Általában akkor láthatjuk, mikor az ellenfél "mindketten elöl stratégia " -t alkalmaz. Ez egy jó taktika, ha az ellenfél erőseket szervál, és agresszív hálójátékosa van. Innen előremenni akkor lehet, ha agresszív ütésekkel kidolgoznak egy jó átemelési lehetőséget. Ha az ellenfél türelmetlen a hálónál, és úgy üt szöget, hogy azt az ellenfél eléri, akkor lehetőség nyílik egy támadó elütésre. Mindemellett ez a stratégia nyitva hagyja a pálya elejét az ejtésekhez.

## Fordítás
Ez a szócikk részben vagy egészben  a   Tennis strategy című angol Wikipédia-szócikk ezen változatának fordításán alapul.  Az eredeti cikk szerkesztőit annak laptörténete sorolja fel. Ez a jelzés csupán a megfogalmazás eredetét és a szerzői jogokat jelzi, nem szolgál a cikkben szereplő információk forrásmegjelöléseként.